# Ravīndūzaq
Ravīndūzaq (persiska: قوناق قِران, رويندوزق, Qūnāq Qerān) är en ort i Iran.   Den ligger i provinsen Ardabil, i den nordvästra delen av landet, 400 km nordväst om huvudstaden Teheran. Ravīndūzaq ligger 1 310 meter över havet och antalet invånare är 297.
Terrängen runt Ravīndūzaq är kuperad åt nordväst, men åt sydost är den platt.Runt Ravīndūzaq är det ganska tätbefolkat, med 139 invånare per kvadratkilometer. Närmaste större samhälle är Arbāb Kandī, 7,7 km nordväst om Ravīndūzaq. Trakten runt Ravīndūzaq består i huvudsak av gräsmarker.